# Speocirolana bolivari
Speocirolana bolivari är en kräftdjursart som först beskrevs av Rioja1953.  Speocirolana bolivari ingår i släktet Speocirolana och familjen Cirolanidae. Inga underarter finns listade i Catalogue of Life.